# Зонд 1969Б
Зонд М-1 е апарат от съветската програма Зонд и модифициран безпилотен вариант на космическия кораб Союз 7К-Л1С.

## Програма
Основните цели на мисията са първи полет на системата Н-1-Союз 7К-Л1С, обикаляне на Луната и кацане на Земята на предварително планирано място.

## Катастрофа
Стартът е даден на 21 февруари 1969 г. Няколко секунди по-спира работата си двигател № 2. Системата за контрол и управление на двигателите (КОРД) изключва двигател № 24 за да се поддържа симетрична тяга. Заради вибрации, възникнали по време на полета се разкъсва тръбопровод, захранващ с гориво двигател № 2. В резултат на това възниква пожар, който бързо обхваща цялата първа степен на ракетата (блок „А“). 68 секунди по-късно пламъците прогарят изолацията на кабелите, като се получава късо съединение (всички силови и контролни кабели, вкл. и на системата КОРД, са били монтирани в общи снопове). Тогава КОРД получава фалшиви сигнали за проблем с херметизацията на турбопомпите и изключва останалите двадесет и осем двигатели практически едновременно. Ракетата пада от височина 12,2 km, на 52 km от стартовата позиция. Системата за аварийно спасяване се задейства и макетът на космическия кораб е спасен.